# Elvira Herzog
Elvira Johanna Herzog (Zurigo, 5 marzo 2000) è una calciatrice svizzera, portiere dell'RB Lipsia e della nazionale svizzera.

## Carriera

### Club
Nata a Zurigo, ha iniziato la propria carriera con l'Unterstrass prima di passare alle giovanili dello Zurigo nel 2011.
Dopo aver fatto tutta la trafila delle giovanili nel dicembre 2017 ha debuttato in prima squadra contro l'Yverdon, mantenendo la porta inviolata.
Nel luglio 2019, dopo otto anni, lascia lo Zurigo e si trasferisce in Germania al Colonia, dove totalizza 16 presenze non riuscendo ad evitare la retrocessione per il club.
La stagione seguente si trasferisce nuovamente, stavolta al Friburgo non trovando spazio venendo costretta così, la stagione seguente, a trovare una nuova squadra facendo così ritorno al Colonia.
Dopo essere stata impiegata in una sola gara, l'8 giugno 2022 si trasferisce all'RB Lipsia.

### Nazionale
Dopo aver rappresentato la Svizzera a livello giovanile, il 4 giugno 2019 viene convocata per la prima volta con la nazionale maggiore elvetica come sostituta dell'infortunata Nicole Studer; mentre il successivo 14 giugno ha debuttato da subentrata nell'incontro contro la Serbia.

## Statistiche

### Presenze e reti nei club
Statistiche (parziali) aggiornate al 1° giugno 2025.
| Stagione         | Squadra          | Campionato       | Campionato | Campionato | Coppe nazionali | Coppe nazionali | Coppe nazionali | Coppe internazionali | Coppe internazionali | Coppe internazionali | Altre coppe | Altre coppe | Altre coppe | Totale | Totale |
| Stagione         | Squadra          | Comp             | Pres       | Reti       | Comp            | Pres            | Reti            | Comp                 | Pres                 | Reti                 | Comp        | Pres        | Reti        | Pres   | Reti   |
| ---------------- | ---------------- | ---------------- | ---------- | ---------- | --------------- | --------------- | --------------- | -------------------- | -------------------- | -------------------- | ----------- | ----------- | ----------- | ------ | ------ |
| 2019-2020        | Colonia          | BL               | 18         | -48        | CG              | 2               | 0               |                      | -                    | -                    |             | -           | -           | 18     | 0      |
| 2020-2021        | Friburgo         | BL               | 6          | -14        | CG              | -               | -               |                      | -                    | -                    |             | -           | -           | 6      | -14    |
| 2021-2022        | Colonia          | BL               | 1          | -2         | CG              | 2               | 0               |                      | -                    | -                    |             | -           | -           | 16     | 0      |
| Totale Colonia   | Totale Colonia   | Totale Colonia   | 19         | -50        |                 | 4               | 0               |                      | -                    | -                    |             | -           | -           | 23     | -50    |
| 2022-2023        | RB Lipsia        | 2BL              | 18         | -16        | CG              | 4               | -3              |                      | -                    | -                    |             | -           | -           | 22     | -19    |
| 2023-2024        | RB Lipsia        | BL               | 22         | -40        | CG              | 2               | -3              | -                    | -                    | -                    | -           | -           | -           | 24     | -43    |
| 2024-2025        | RB Lipsia        | BL               | 22         | -37        | CG              | 0               | 0               | -                    | -                    | -                    | -           | -           | -           | 22     | -37    |
| Totale RB Lipsia | Totale RB Lipsia | Totale RB Lipsia | 62         | -93        | -               | 6               | -6              | -                    | -                    | -                    | -           | -           | -           | 68     | -99    |
| Totale carriera  | Totale carriera  | Totale carriera  | 87         | -157       | -               | 10              | -6              | -                    | -                    | -                    | -           | -           | -           | 97     | -163   |

### Presenze e reti in nazionale
| Cronologia completa delle presenze e delle reti in nazionale ― Svizzera | Cronologia completa delle presenze e delle reti in nazionale ― Svizzera | Cronologia completa delle presenze e delle reti in nazionale ― Svizzera | Cronologia completa delle presenze e delle reti in nazionale ― Svizzera | Cronologia completa delle presenze e delle reti in nazionale ― Svizzera | Cronologia completa delle presenze e delle reti in nazionale ― Svizzera | Cronologia completa delle presenze e delle reti in nazionale ― Svizzera | Cronologia completa delle presenze e delle reti in nazionale ― Svizzera |
| Data                                                                    | Città                                                                   | In casa                                                                 | Risultato                                                               | Ospiti                                                                  | Competizione                                                            | Reti                                                                    | Note                                                                    |
| ----------------------------------------------------------------------- | ----------------------------------------------------------------------- | ----------------------------------------------------------------------- | ----------------------------------------------------------------------- | ----------------------------------------------------------------------- | ----------------------------------------------------------------------- | ----------------------------------------------------------------------- | ----------------------------------------------------------------------- |
| 10-3-2020                                                               | Marbella                                                                | Austria                                                                 | 1 – 2                                                                   | Svizzera                                                                | Amichevole                                                              | -                                                                       | 46’                                                                     |
| 1-12-2020                                                               | Lovanio                                                                 | Belgio                                                                  | 4 – 0                                                                   | Svizzera                                                                | Qual. Euro 2022                                                         | -4                                                                      |                                                                         |
| 11-11-2022                                                              | Schaffhausen                                                            | Svizzera                                                                | 1 – 2                                                                   | Danimarca                                                               | Amichevole                                                              | -2                                                                      | 46’                                                                     |
| 26-9-2023                                                               | Cordova                                                                 | Spagna                                                                  | 5 – 0                                                                   | Svizzera                                                                | UEFA Women's Nations League 2023-2024 - 1º turno                        | -5                                                                      |                                                                         |
| 27-10-2023                                                              | Goteborg                                                                | Svezia                                                                  | 1 – 0                                                                   | Svizzera                                                                | UEFA Women's Nations League 2023-2024 - 1º turno                        | -1                                                                      |                                                                         |
| 1-12-2023                                                               | Lucerna                                                                 | Svizzera                                                                | 1 – 0                                                                   | Svezia                                                                  | UEFA Women's Nations League 2023-2024 - 1º turno                        | -                                                                       |                                                                         |
| 5-12-2023                                                               | Parma                                                                   | Italia                                                                  | 3 – 0                                                                   | Svizzera                                                                | UEFA Women's Nations League 2023-2024 - 1º turno                        | -3                                                                      |                                                                         |
| 23-2-2024                                                               | San Pedro Alcántara                                                     | Polonia                                                                 | 1 – 4                                                                   | Svizzera                                                                | Amichevole                                                              | -1                                                                      |                                                                         |
| 5-4-2024                                                                | Zurigo                                                                  | Svizzera                                                                | 3 – 1                                                                   | Turchia                                                                 | Qual. Euro 2025                                                         | -1                                                                      |                                                                         |
| 9-4-2024                                                                | Baku                                                                    | Azerbaigian                                                             | 0 – 4                                                                   | Svizzera                                                                | Qual. Euro 2025                                                         | -                                                                       |                                                                         |
| 31-5-2024                                                               | Bienne                                                                  | Svizzera                                                                | 2 – 1                                                                   | Ungheria                                                                | Qual. Euro 2025                                                         | -1                                                                      |                                                                         |
| 4-6-2024                                                                | Budapest                                                                | Ungheria                                                                | 1 – 0                                                                   | Svizzera                                                                | Qual. Euro 2025                                                         | -1                                                                      |                                                                         |
| 12-7-2024                                                               | Kocaeli                                                                 | Turchia                                                                 | 0 – 2                                                                   | Svizzera                                                                | Qual. Euro 2025                                                         | -                                                                       |                                                                         |
| 25-10-2024                                                              | Losanna                                                                 | Svizzera                                                                | 1 – 1                                                                   | Australia                                                               | Amichevole                                                              | -1                                                                      | 42’                                                                     |
| 29-10-2024                                                              | Ginevra                                                                 | Svizzera                                                                | 2 – 1                                                                   | Francia                                                                 | Amichevole                                                              | -1                                                                      |                                                                         |
| 29-11-2024                                                              | Letzigrund                                                              | Svizzera                                                                | 0 – 6                                                                   | Germania                                                                | Amichevole                                                              | -6                                                                      |                                                                         |
| 3-12-2024                                                               | Sheffield                                                               | Inghilterra                                                             | 1 – 0                                                                   | Svizzera                                                                | Amichevole                                                              | -1                                                                      |                                                                         |
| 21-2-2025                                                               | Berna                                                                   | Svizzera                                                                | 1 – 0                                                                   | Islanda                                                                 | UEFA Women's Nations League 2025 - 1° turno                             | -                                                                       |                                                                         |
| 25-2-2025                                                               | Stavanger                                                               | Norvegia                                                                | 2 – 1                                                                   | Svizzera                                                                | UEFA Women's Nations League 2025 - 1° turno                             | -2                                                                      |                                                                         |
| 4-4-2025                                                                | San Gallo                                                               | Svizzera                                                                | 0 – 2                                                                   | Francia                                                                 | UEFA Women's Nations League 2025 - 1° turno                             | -2                                                                      |                                                                         |
| 8-4-2025                                                                | Reykjavik                                                               | Islanda                                                                 | 3 – 3                                                                   | Svizzera                                                                | UEFA Women's Nations League 2025 - 1° turno                             | -3                                                                      |                                                                         |
| Totale                                                                  |                                                                         | Presenze                                                                | 21                                                                      |                                                                         | Reti                                                                    | -35                                                                     |                                                                         |

## Palmarès
- Campionato svizzero: 2

Zurigo: 2017-2018, 2018-2019
- Campionato tedesco di seconda divisione: 1

RB Lipsia: 2022-2023
- Coppa Svizzera: 2

Zurigo: 2017-2018, 2018-2019